# کودزر (فراهان)
کودزر روستایی در دهستان فرمهین بخش مرکزی شهرستان فراهان استان مرکزی ایران است.مردم روستا به ترکی آذربایجانی تکلم میکنند 
این روستا از شمال با روستای دستجان و از جنوب با روستای تبرته همسایه است.

## جمعیت
بر پایه سرشماری عمومی نفوس و مسکن در سال ۱۳۹۵ جمعیت این مکان ۶۱۲ نفر (۲۱۵خانوار) بوده‌است.